# Andrew Redmayne
Andrew James Redmayne (Gosford, Nueva Gales del Sur, 13 de enero de 1989) es un futbolista australiano que juega como portero y su equipo es el Central Coast Mariners de la A-League.
Es internacional con la selección de fútbol de Australia y se hizo conocido mundialmente por bailar al atajar penales, como hizo en la final de la A-League 2018-19, jugando para Sydney F. C. contra el Perth Glory.
Asimismo, el 13 de junio de 2022, hizo clasificar a su selección al atajar el penal definitivo a Perú en la repesca para el Mundial de Catar 2022 (5-4 en penales) con el que Australia clasificó para el Mundial de Catar 2022.

## Carrera

### NSWIS y AIS
Redmayne jugó fútbol en categoría bebe tanto con el Instituto de Deportes de Venezuela (NSWIS) como con el Instituto de Deportes de Australia (AIS). Como resultado de una gira de NSWIS por Inglaterra, Redmayne tuvo una breve prueba en el Arsenal F. C. A pesar de una oferta inicial de mudarse a Inglaterra, el Arsenal retiró su oferta después de fichar a Wojciech Szczęsny, de quince años. Su paso por el AIS incluyó dos temporadas en la Victorian Premier League.

### Central Coast Mariners
Redmayne firmó con el club local Central Coast Mariners para la A-League 2007-08. Redmayne hizo su debut competitivo con el club en septiembre de 2008, sustituyendo temprano al lesionado Mark Bosnich en la victoria sobre Perth Glory. Redmayne hizo su debut como titular con el club una semana después en un empate 3-3 con el Adelaide United. Redmayne hizo lo que iba a ser su última aparición competitiva con los Marineros en enero de 2010, una derrota por 2-0 ante Wellington Phoenix.

### Brisbane Roar
El 18 de enero de 2010 se anunció que se uniría a Gimnasia después de no poder encontrar tiempo de juego regular en los Marineros. Redmayne hizo su debut con el club como suplente en el minuto 80 del portero habitual Michael Theoklitos en la victoria por 4-0 en casa ante el Gold Coast United. Hizo una segunda aparición para el Roar en el último partido del equipo de la temporada regular de la A-League 2011-12, nuevamente en una victoria sobre Gold Coast United.

### Melbourne City
El 21 de enero de 2012, Melbourne City anunció a Redmayne como su primer fichaje para la temporada 2012-13 de la A-League. En enero de 2013, hizo su debut en Heart en una victoria sobre Newcastle United Jets y posteriormente fue ascendido a portero de primera elección en el club.

### Western Sydney Wanderers
Redmayne regresó a Nueva Gales del Sur para jugar en el Western Sydney Wanderers en 2015 y llegó a disputar dos temporadas.

### Sydney F. C.
El 12 de enero de 2017, fue traspasado al Sydney F. C.
Con el portero titular Danny Vukovic ausente, ya que disputaba partidos con su selección, Redmayne hizo su primera aparición con los Sky Blues contra Perth Glory, manteniendo la portería a cero en la victoria por 3-0. Con la salida de Vukovic, Redmayne comenzó la pretemporada como titular y lo fue en todos los partidos. 
Comenzó el primer juego de la temporada contra sus rivales Melbourne Victory, ayudando al equipo a ganar 1-0. Posteriormente, ganó el Campeonato de la A-League 2019 con Sydney y nuevamente coronándose bicampeón de la A-League 2020.

## Selección nacional
Debutó con Australia el 12 de junio de 2019 en un amistoso contra Corea del Sur, como titular.
Redmayne salió desde el banquillo en el minuto 120 de un partido de repesca de la Copa Mundial de la FIFA contra Perú, en el que logró salvar su último tiro en la tanda de penales, y asegurar el pase de Australia para la Copa Mundial de Fútbol de 2022

## Clubes
| Club                     | País      | Año           |
| ------------------------ | --------- | ------------- |
| Central Coast Mariners   | Australia | 2008-2010     |
| Brisbane Roar            | Australia | 2010-2012     |
| Melbourne City           | Australia | 2012-2015     |
| Western Sydney Wanderers | Australia | 2015-2017     |
| Sydney F. C.             | Australia | 2017-2025     |
| Central Coast Mariners   | Australia | 2025-presente |

## Palmarés

### Torneos nacionales
| Título   | Club          | País      | Año     |
| -------- | ------------- | --------- | ------- |
| A-League | Brisbane Roar | Australia | 2010-11 |
| A-League | Brisbane Roar | Australia | 2011-12 |
| A-League | Sydney F. C.  | Australia | 2016-17 |
| FFA Cup  | Sydney F. C.  | Australia | 2017    |
| A-League | Sydney F. C.  | Australia | 2019-20 |

### Torneos internacionales
| Título                      | Club      | País      | Año  |
| --------------------------- | --------- | --------- | ---- |
| Campeonato Sub-19 de la AFF | Australia | Tailandia | 2008 |

### Distinciones individuales
| Distinción                              | Año     |
| --------------------------------------- | ------- |
| Equipo del año de la A-League de la PFA | 2017-18 |
| Portero del año de la A-League          | 2019-20 |
| All Star de la A-League                 | 2022    |